# Brønderslev Vandtårn
Brønderslev Vandtårn er et 15 meter højt vandtårn beliggende i den nordlige ende af Brønderslev, Nordjylland. Tårnet var det første af sin art, da det blev opført i 1955, men siden da er mange lignende kommet til, blandt andet i Granhøj i Aalborg, Kaltoftevej i Fredericia og Pedersborg i Sorø.
Tårnet er dekoreret af kunstneren Otto Møller og tjener også som udsigtstårn. Tårnet er stadig er i drift, og det udgør ca. 35% af Brønderslev vandforsynings beholdervolumen.

## Historie
Efter en stigning i vandforbruget følgende oprettelsen af det første vandværk i Brønderslev i 1911 opførtes vandtårnet i forbindelse med bygningen af det nye Nordre Vandværk. Vandtårnet er det eneste i Brønderslev-Dronninglund Kommune.